# Protocobitis typhlops
Protocobitis typhlops es una especie de pez de la familia Cobitidae en el orden de los Cypriniformes.

## Hábitat
Vive en zonas de clima subtropical.

## Distribución geográfica
Se encuentra en Guangxi (China).